# هانس بيتر ليمان
هانس بيتر ليمان (بالألمانية: Hans-Peter Lehmann)‏ (15 ديسمبر 1934 – 5 فبراير 2025) هو مدير موسيقي ألماني، ولد في 15 فبراير 1934 في كاسل في ألمانيا.

## وصلات خارجية
- هانس بيتر ليمان على موقع IMDb (الإنجليزية)